# Klamelisaurus gobiensis
Il klamelisauro (Klamelisaurus gobiensis) è un dinosauro erbivoro appartenente ai sauropodi. Visse all'inizio del Giurassico superiore (Oxfordiano, circa 162 milioni di anni fa) e i suoi resti sono stati ritrovati in Cina. 

## Descrizione
Questo dinosauro è noto per uno scheletro completo di un esemplare adulto. L'animale in vita doveva essere lungo circa 17 metri, e come tutti i sauropodi possedeva robuste zampe colonnari e un corpo voluminoso. Le zampe anteriori erano insolitamente slanciate, simili a quelle dei brachiosauridi. I denti erano forti e a forma di spatola, come in Camarasaurus, mentre la colonna vertebrale era dotata di alte spine neurali. Il collo era eccezionalmente lungo, simile a quello di Omeisaurus e Mamenchisaurus.

## Classificazione
Klamelisaurus è stato descritto per la prima volta da Zhao nel 1993, ma non ha mai goduto di una classificazione chiara. Si suppone fosse un sauropode dalle caratteristiche intermedie tra le forme più primitive, come Shunosaurus, e altre forme più evolute come i sauropodi macronari (tra cui Brachiosaurus, Camarasaurus e i titanosauri). Alcune caratteristiche sembrano mostrare una sorta di convergenza evolutiva con i brachiosauridi, ed è improbabile che Klamelisaurus fosse una forma direttamente ancestrale a questa famiglia. Altri studiosi ritengono che Klamelisaurus possa essere la forma adulta di Bellusaurus, un altro sauropode vissuto negli stessi luoghi e nello stesso periodo, e noto solo per esemplari giovani.